# Ambulyx tattina
Ambulyx tattina is een vlinder uit de familie van de pijlstaarten (Sphingidae). De wetenschappelijke naam van de soort werd in 1919 gepubliceerd door Heinrich Ernst Karl Jordan.

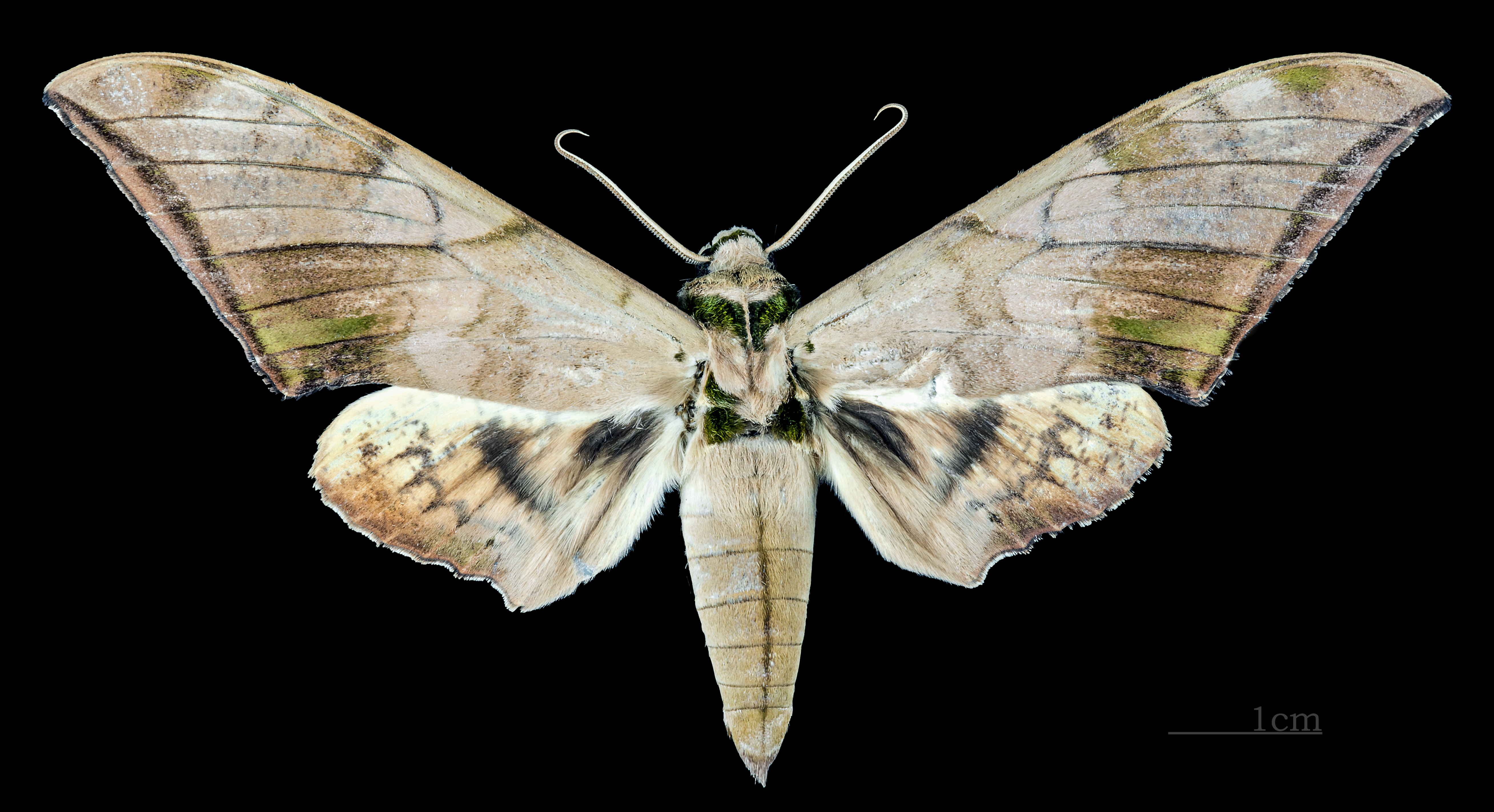
Ambulyx tattina ♂
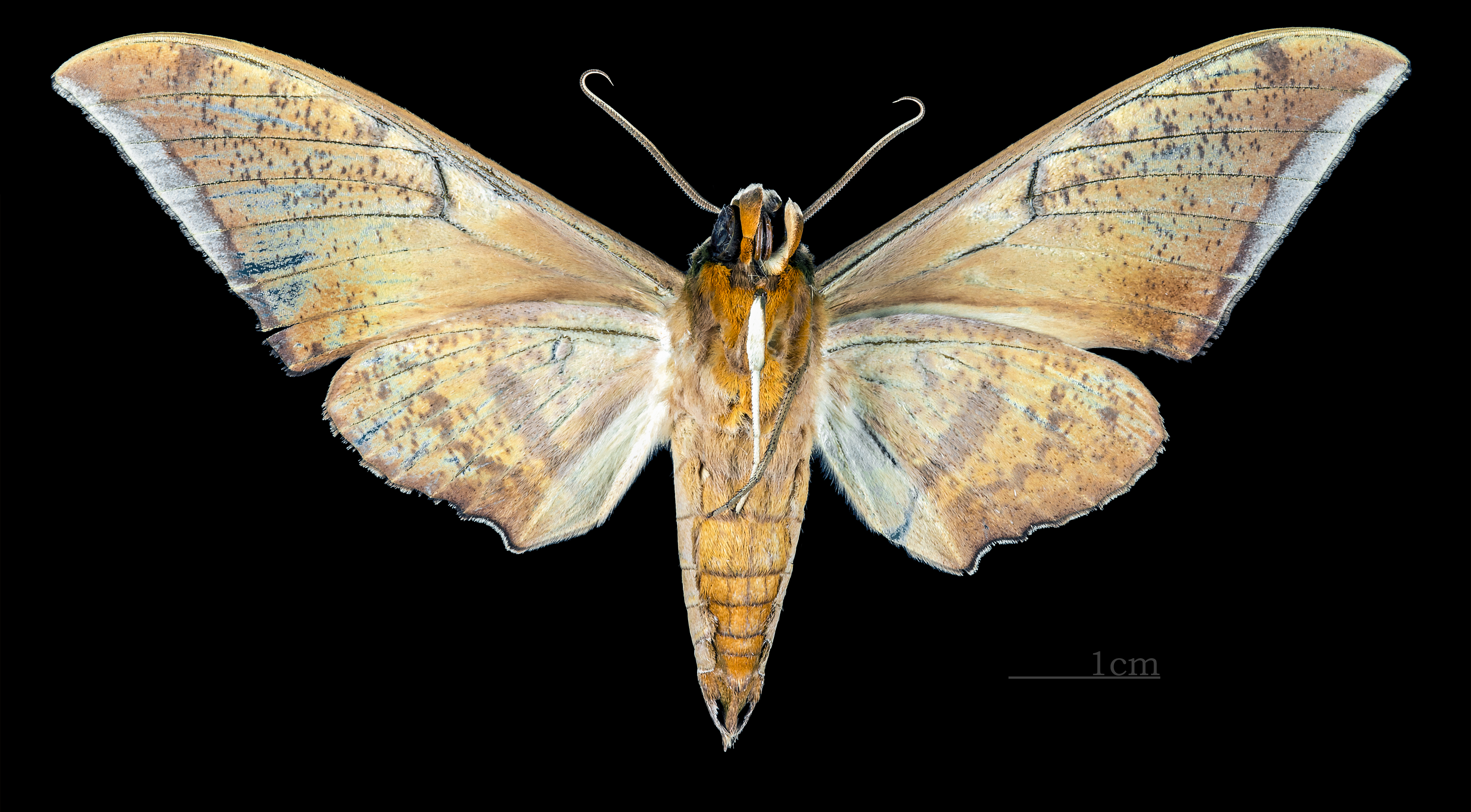
Ambulyx tattina ♂  △